# Nusa Tenggara

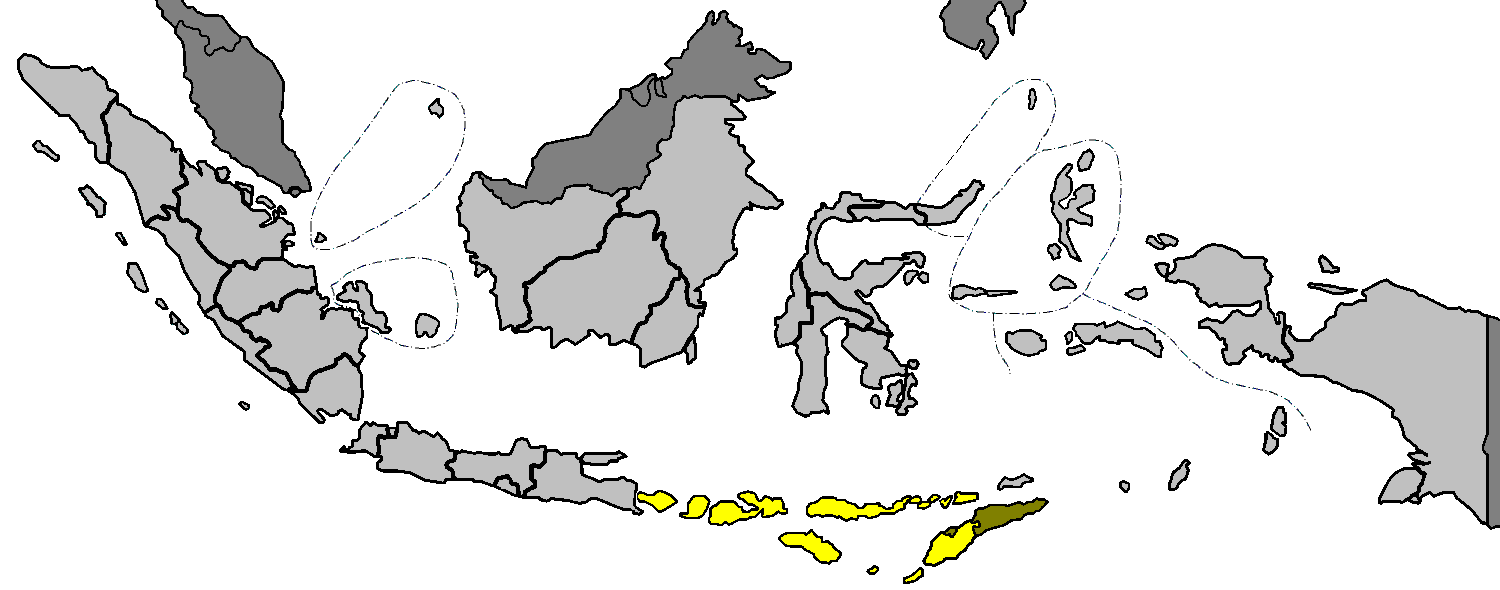
Lage von Nusa Tenggara

Nusa Tenggara (indonesisch „Südostinseln“) war eine indonesische Provinz im Bereich der Kleinen Sundainseln. Bei der Gründung des Staates Indonesien im Jahr 1945 noch als Sunda Kecil benannt, wurde sie 1954 in Nusa Tenggara umbenannt. Ihre Hauptstadt war Singaraja auf Bali. Im Jahr 1958 wurde Nusa Tenggara in die Provinzen Bali, Nusa Tenggara Barat und Nusa Tenggara Timur aufgeteilt.

## Geographie
Zu der Provinz gehörten die Inseln östlich von Java und westlich von Wetar, das bereits Teil der Molukken ist. Die größten Inseln der Provinz waren Bali, Lombok, Sumbawa, Flores und Timor, wobei der Osten Timors, zusammen mit einigen kleinen Inseln nicht Teil Indonesiens war, sondern die Kolonie Portugiesisch-Timor bildete. Diese ist heute der unabhängige Staat Osttimor.